# Élection à la direction du Parti libéral australien d'août 2018
L'élection à la direction du Parti libéral d'août 2018 vise à élire le nouveau chef du Parti libéral à la suite de la démission de Malcolm Turbull, mis en minorité au sein du parti.
Scott Morrison est élu par 45 voix contre 38 pour Peter Dutton lors du second tour organisé le 24 août. Julie Bishop, également candidate, est éliminée au premier tour.

## Contexte
Le 7 septembre 2013, la Coalition libérale-nationale dirigée par Tony Abbott remporte les élections fédérales contre les travaillistes de Kevin Rudd, revenu à la tête du parti avec la destitution en interne de Julia Gillard. Tony Abbott, nommé Premier ministre à la suite des élections, formera le nouveau gouvernement fédéral, qui sera renversé le 14 septembre 2015 par un vote interne à la direction du parti, demandé par Malcolm Turnbull, alors ministre des Communications. À 54 voix contre 44, il devient chef du Parti libéral et le nouveau Premier ministre, et forme ainsi le prochain gouvernement.
Le 19 août 2018, Peter Dutton, ministre de l'Intérieur dans le gouvernement Turnbull, déclare d'abord soutenir le Premier ministre et les politiques du gouvernement . Cependant, le soutien au remplacement de Turnbull s'était accru depuis 2017, alors que le Premier ministre perd en popularité contre le Parti travailliste dans les sondages . Dans les semaines précédent la convocation de l'élection, Dutton devient contradictoire dans ses intentions, refusant de nier son intention de devenir Premier ministre dans une interview accordée à Hack  et laisse entendre qu'il démissionnerait du gouvernement s’il se trouvait incapable de s’entendre sur une politique gouvernementale lors d’une entrevue sur les ondes de 2GB . La veille de l'entrevue, le Daily Telegraph australien publie une tribune affirmant que Dutton se portera candidat à l'élection .

## Premier vote
Le 21 août, une réunion interne du Parti libéral est tenue à 9 heures du matin, au cours de laquelle Turnbull déclare que le poste de chef du parti est vacant, provoquant la convocation d'un scrutin, pour lequel Dutton se qualifie contre Turnbull, candidat à une réelection .
À l'issue du scrutin, la whip (parlementaire qui assure la discipline du parti) Nola Marino déclare la victoire de Turnbull à 48 voix contre 35. Julie Bishop se maintient également comme leadeuse adjointe du parti, en l'absence d'opposants.
En conséquence, Dutton démissionne du gouvernement et est remplacé par Scott Morrison en tant que ministre de l'Intérieur . En plus de Dutton, neuf autres ministres remettent leurs démissions en opposition à la réélection de Turbull.

### Démisison de Malcolm Turnbull
Le 23 août, Dutton remet de nouveau en question le leadership de Turnbull. Bien que celui-ci refuse d'abord la convocation d'un nouveau scrutin, ses principaux partisans lui retirent leur soutien. Dans la foulée, plusieurs autres ministres annoncent leurs démissions.
À 13 heures, Turbull déclare aux médias qu'il convoquera une élection si une pétition signée par une majorité des membres du parti (soit 43 membres) la demande et qu'elle se tiendrait le lendemain à midi, une fois la pétition signée et l'éligibilité de Dutton confirmée . Turbull annonce également que dans le cas où la pétition recceuille une majorité de signatures, il démissionnera et ne se représentera à la direction, car la pétition serait le signe qu'il n'a plus la confiance du parti. Celle-ci lui sera remise le lendemain avec les 43 signatures requises .

## Second vote
Scott Morrison et Julie Bishop annoncent également leurs candidatures à la direction du parti , Morrison étant largement considéré comme un candidat de compromis, qui était à la fois acceptable pour les partisans modérés de Turnbull et de Bishop et pour les partisans plus conservateurs, préoccupés par l’éligibilité de Dutton.
Au premier tour, Morrison recceuille 36 voix, Dutton 38 et Bishop seulement 11. Celle-ci est ainsi éliminée et le deuxième tour se joue entre Dutton et Morrison, celui-ci remportant la victoire avec 45 voix contre 40, devenant ainsi le nouveau chef du Parti libéral ainsi que le nouveau Premier ministre .